# Jacob Vestergaard
 Ikke at forveksle med Jakob Vestergaard.
Jacob Vestergaard (født 7. april 1961 i Akrar) er en færøsk politibetjent og politiker (Fólkaflokkurin) og Færøernes fiskeriminister 2012-15 og igen 2019-23.
Vestergaard har baggrund som politibetjent, og startede sit politiske liv som borgmester i Sumbiar kommuna fra 1. januar 1993 til februar 2003 og igen fra 1. januar 2004 og året ud. Han var formand for Føroya Kommunufelag 2001–2003.
Han var fiskeriminister i Anfinn Kallsbergs anden regering i en kort periode 2003–2004. Han blev indenrigsminister i Jóannes Eidesgaards første regering i 2005. Vestergaard blev imidlertid afskediget i 2007 efter sin håndtering af flytningen af Strandfaraskip Landsins hovedkontor til Vestergaards fødeø, Suðuroy. Han blev først indvalgt til Lagtinget til 2008, og fik da 870 personlige stemmer, hvilket var flest stemmer af partiets kandidater og fjerde flest af alle, dette blev først og fremmest forklaret med mange stemmer fra Suðuroy som tak for flytningen af SSL's hovedkontor, som skabte 15 nye arbejdspladser indenfor kontor. Han var fiskeriminister i Kaj Leo Holm Johannesens første regering 2008–2011, mens Bjarni Djurholm mødte i hans sted i Lagtinget. Vestergaard fungerede også som udenrigsminister og vicelagmand fra 19. januar til 6. april 2011. I en kortere periode 2011–2012 fungerede han som parlamentarisk leder, før han igen i 2012 blev fiskeriminister i Kaj Leo Holm Johannesens anden regering.
Ved lagtingsvalget 2019 blev han genvalgt med 783 personlige stemmer, hvilket var næstflest for Fólkaflokkurin. Hans parti dannede koalition sammen med Sambandsflokkurin og Miðflokkurin og Vestergaard blev udnævnt til fiskeriminister i Bárður á Steig Nielsens regering.
I 2024 blev han udnævnt til sysselmand på Eysturoy og Norðoyar.